# Sue Barker
Sue Barker (ur. 19 kwietnia 1956 w Paignton) – brytyjska tenisistka, prezenterka telewizyjna stacji BBC. Zwyciężczyni wielkoszlemowego turnieju French Open, trzecia zawodniczka list światowych.
Kariera Sue rozpoczęła się w 1973 roku, kiedy wygrała swój pierwszy tytuł singlowy w Eastbourne. W 1975 roku odpadła w półfinałach wielkoszlemowego Australian Open. Posiadała mocne uderzenie forehandowe. W finale French Open 1976 Barker pokonała Renátę Tomanovą z Czechosłowacji w trzech setach 6:2, 0:6, 6:2.
W sezonie 1977 wygrała trzy tytuły singlowe, dotarła do półfinałów Wimbledonu i Australian Open, pokonała Martinę Navrátilovą w walce o finał WTA Finals, gdzie w trzech setach przegrała z Chris Evert.
Po przerwie spowodowanej chorobą w 1978 roku, powróciła w 1979 jako zawodniczka nr 24 na świecie. Wygrała cztery turnieje i zaliczyła pięć przegranych finałów. Otrzymała tytuł "Comeback Player of the Year".
Swój ostatni turniej wygrała w Brighton w 1980 roku i zakończyła rok na szesnastym miejscu w klasyfikacji światowej. Ostatni zawodowy mecz zagrała w 1984 roku. Łącznie wygrała 15 imprez singlowych i 16 deblowych.
Wygrywała z takimi zawodniczkami, jak Evert, Navrátillová, Billie Jean King, Evonne Goolagong, Tracy Austin czy Maria Bueno.
Jest żoną policjanta, Lance'a Tankarda. Obecnie zajmuje się komentowaniem turniejów tenisowych dla brytyjskiej stacji BBC.